# الکسی یایمس
الکسی یایمس (انگلیسی: Alexi Jaimes؛ زادهٔ ۴ اوت ۱۹۹۷) بازیکن فوتبال اهل ایالات متحده آمریکا است.